# Круглая (Тюменская область)
Круглая — упразднённая деревня в Нижнетавдинском районе Тюменской области России. Входила в состав Канашского сельского поселения. Упразднена в 2004 году.

## География
Деревня находится на западе Тюменской области, в пределах юго-западной части Западно-Сибирской низменности, в зоне подтайги, на расстоянии примерно 42 километра (по прямой) к юго-западу от села Нижняя Тавда, административного центра района.

### Климат
Климат резко континентальный с холодной продолжительной зимой и коротким тёплым летом. Средняя температура воздуха самого холодного месяца (января) — −18,6 °C (абсолютный минимум — −53 °C); самого тёплого месяца (июля) — 17,6 °C (абсолютный максимум — 38 °С). Безморозный период длится в среднем 111 дней. Среднегодовое количество атмосферных осадков составляет 300—400 мм, из которых 70 % выпадает в тёплый период. Продолжительность залегания снежного покрова составляет в среднем 156 дней.

## История
До 1917 года входила в состав Велижанской волости Тюменского уезда Тобольской губернии. По данным на 1926 год состояла из 84 хозяйств. В административном отношении являлась центром Кругловского сельсовета Нижнетавдинского района Тюменского округа Уральской области.
Упразднено 7 октября 2004 года Законом Тюменской области в связи с прекращением существования.

## Население
| 1989 | 2002 |
| ---- | ---- |
| 3    | ↘0   |

По данным переписи 1926 года в деревне проживало 408 человек (208 мужчин и 200 женщин), в том числе: русские составляли 92 % населения, чуваши — 4 %.
Согласно результатам переписи 2002 года в деревне отсутствовало постоянное население